# Поздеево (Вологодская область)
Поздеево — деревня в Шекснинском районе Вологодской области.
Входит в состав сельского поселения Сиземского, с точки зрения административно-территориального деления — в Сиземский сельсовет.
Расстояние до районного центра Шексны по автодороге — 37,2 км, до центра муниципального образования Чаромского по прямой — 12 км. Ближайшие населённые пункты — Большой Овинец, Прядино, Копылово.
По переписи 2002 года население — 3 человека.